# Список вулканов Аляски

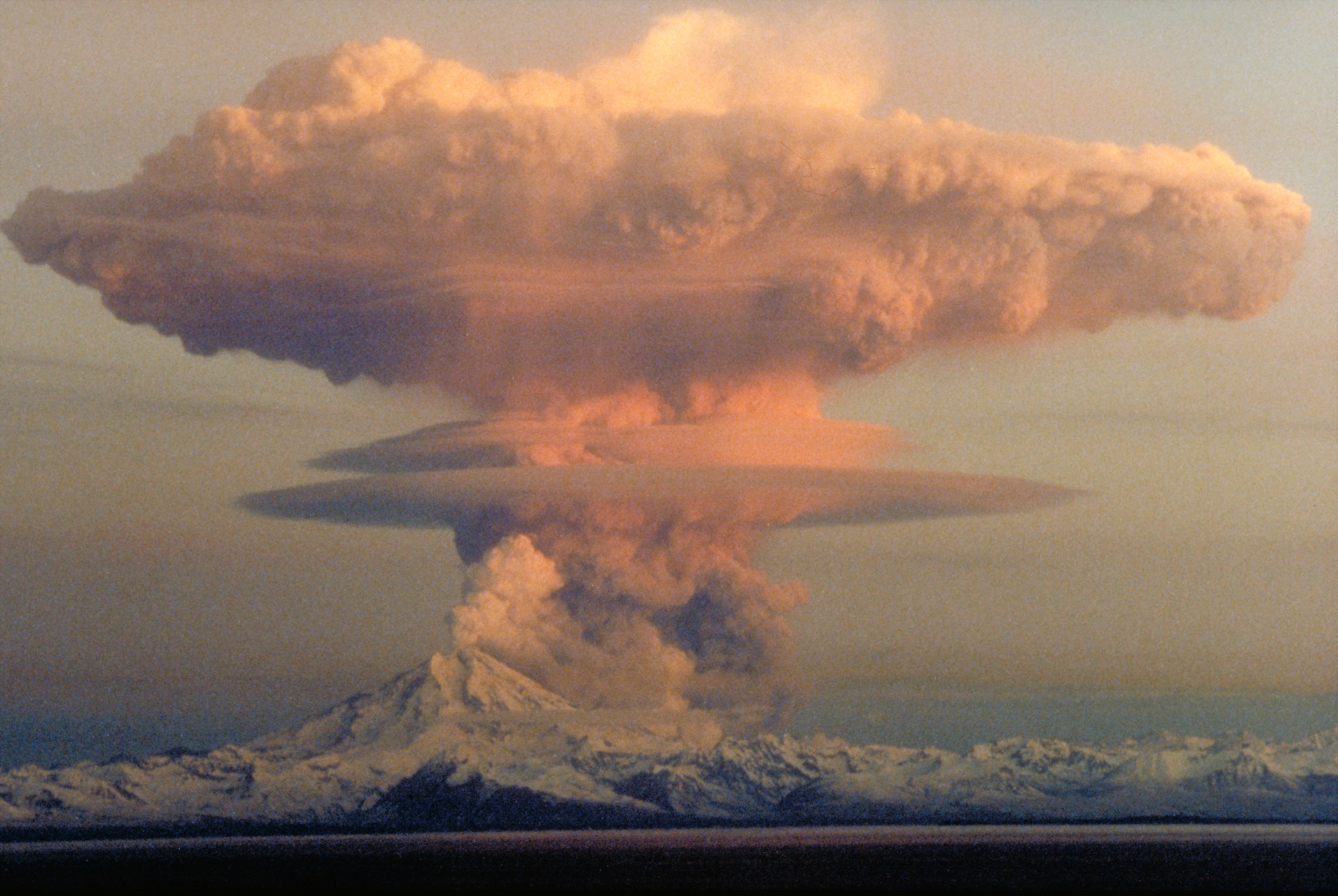
Извержение вулкана Редаут в 1990 году

Список вулканов Аляски, штата США, составлен на основе базы данных программы Global Volcanism Program Смитсоновского института. В штате находятся и материковые вулканы, и островные.
Большинство вулканов Аляски сосредоточены вдоль Алеутской островной дуги, которая простирается в западном направлении к Камчатке и образует северную часть Тихоокеанского огненного кольца. Вулканизм на Аляске и Алеутских островах преимущественно обусловлен субдукцией Тихоокеанской литосферной плиты под Северо-Американскую плиту, однако образование части вулканов, активных в голоцене, связано с внутриплитными процессами. Высокие темпы вулканической активности региона, вероятно, связаны с большой скоростью сходимости (до 7 см/год) между тектоническими плитами вдоль большей части Алеутской дуги.
Другие вулканы расположены на юго-востоке Аляски, в горах Врангеля, на территории Внутренней Аляски, самые северные вулканические объекты региона находятся на полуострове Сьюард. Горы Врангеля, расположенные в восточной части Аляски возле границы с Канадой, включают в себя некоторые из крупнейших в мире андезитовых щитовых вулканов, в том числе вулкан Врангеля, представляющий собой покрытую ледником кальдеру. Комплекс вулкана Черчилль, достигающий высоты 5005 метров, является самым высоким вулканом США и четвёртым по высоте вулканом Северной Америки. Также Черчилль стал источником двух мощных взрывных извержений, произошедших в первом тысячелетии нашей эры и являющихся крупнейшими в Северной Америке за последние 2000 лет. Помимо этого, на Аляске расположены многочисленные базальтовые лавовые поля.

## Введение
На территории Аляски находятся более половины голоценовых вулканов США, которые ответственны приблизительно за 70 % исторических извержений страны, включая многие из самых мощных известных взрывных извержений. 72 % из всех вулканов Аляски представляют собой стратовулканы, в основном андезитовые, что является самой большой долей вулканов такого типа среди всех вулканических регионов мира, однако по общему количеству стратовулканов Аляска уступает некоторым другим регионам. Имеются данные о 526 извержениях мощностью от 0 до 6 баллов по шкале VEI, произошедших на территории Аляски в голоцене. Самым распространённым показателем VEI для известных голоценовых извержений является 2 балла, такой силы были оценены около 45 % извержений, почти 90 % извержений попадают в диапазон от 0 до 3 баллов. Более 11 % составляют мощные взрывные извержения, начиная с 4 баллов по шкале VEI. Крупнейшим извержением четвертичного периода на Аляске является извержение вулкана Эммонс, произошедшее около 96 тыс. лет назад. Оно могло достигать 7 баллов по шкале VEI. В историческое время отмечено 333 извержения, из которых 13 были крупными извержениями от 4 до 6 баллов по шкале VEI. По количеству извержений за последние 100 лет Аляска уступает только Индонезии, Японии и Южной Америке. Исторические записи о извержениях указывают на то, что небольшие и средние извержения происходят на Аляске примерно раз в год. Крупные извержения (от 4 баллов по шкале VEI и выше) отмечаются примерно раз в 30 лет. Число записей о извержениях со временем постепенно увеличивается, в последние 40 лет — период достаточно точного документирования — средние показатели частоты извержений на Аляске в среднем достигают более двух извержений в год. Такое увеличение частоты, вероятно, является результатом роста населения региона, улучшения коммуникаций и сообщения, а не фактического увеличения числа извержений вулканов.
Вулканические цунами, которые сопровождают в основном мощные взрывные извержения, на территории региона практические не отмечаются. Один из самых известных случаев вулканогенных цунами на Аляске произошёл во время извержения вулкана Августин в 1883 году. Во время извержения произошёл большой оползень, который образовал волны, достигшие высоты около 7—9 метров на побережье полуострова Кенай.
Большинство вулканов Аляски находятся в малонаселённых районах, вследствие чего, несмотря на силу отдельных извержений, только три известных извержения привели к гибели людей. Вулкан Павлова, Акутан и вулкан Шишалдина выделяются как исторически наиболее активные вулканы, хотя исследователи подчёркивают, что даже сегодня не может быть полного каталога вулканической деятельности, поскольку многие из вулканов Аляски находятся в отдалённых местах, а визуальные наблюдения могут затрудняться неблагоприятной погодой.
Первые исторические записи региона относятся к 1741 году, когда на Аляске побывал Витус Беринг, однако местные, обычно покрытые облаками, вулканы были задокументированы лишь в последующие десятилетия. Первое упоминание вулканической активности датируется 1760 годом, когда было отмечено извержение вулкана Касаточи. К 1768 году были зафикисированы ещё 4 извержения, и с тех пор наблюдается устойчивый рост количества документированных извержений. В 1867 году Аляска была продана Российской империей Соединённым штатам Америки за 7,2 млн долларов. В 1896 году на территории Аляски было обнаружено золото, вследствие чего население региона значительно выросло к 1912 году, когда произошло мощное извержение Новарупты — Катмая, ставшее крупнейшим в мире в XX веке, а также крупнейшим историческим извержением на Аляске. В результате извержения близлежащим районам был нанесён огромный урон, были навсегда покинуты шесть деревень, в радиусе 80 км от вулкана было уничтожено всё живое. Во время извержения образовалась Долина десяти тысяч дымов. Пепловые выбросы достигли штата Вашингтон, а на острове Кадьяк под весом выпавшего пепла обрушивались крыши зданий. Это мощное извержение привлекло большое внимание к многим вулканам Аляски. С начала 1950-х годов Геологической службой США была проведена программа картографирования Алеутских островов, которая стала значительным достижением в плане понимания местных вулканов. В 1959 году Аляска стала 49-м штатом США, будучи наиболее вулканически активным районом страны.
В пределах 30-километровой зоны от ближайшего вулкана по всему штату проживает менее 20 000 человек. По количеству людей проживающих на расстоянии менее 100 км от вулкана Аляска среди других вулканических регионов превосходит только Антарктиду, но Аляска лежит в районе прохождения большого авиационного потока между основной территорией США и Евразией — по оценкам в год над этой территорией пролетает более 80 000 крупных воздушных судов, ежедневно в воздухе над Аляской находятся десятки тысяч человек, которые попадают в зону потенциальной вулканической опасности. Несколько извержений вулканов Аляски создавали пепловые шлейфы, повреждавшие пролетавшие самолёты. В 1989 году пассажирский самолёт с 231 человеком на борту, пролетавший в 240 км к северо-востоку от Анкориджа, попал в облако пепла, выброшенное вулканом Редаут, что привело к отказу всех двигателей, которые были перезапущены экипажем после потери нескольких километров высоты. После посадки было установлено, что самолёт получил повреждения, оценённые в 80 млн долларов. По общей сумме нанесённого урона серия извержений Редаута в 1989—1990 годах стала второй в истории США, дрейфующие пепловые облака нарушили воздушное сообщение в таких удалённых от вулкана местах, как штат Техас. Извержения вулкана Сперр в 1992 году привели к выпадению пепла в Анкоридже и соседних районах, закрытию аэропортов, затруднению движения наземного транспорта. Пепел этого извержения нарушил авиасообщение в восточном направлении от вулкана до Кливленда в штате Огайо. В будущем серьёзные последствия могут иметь извержения вулканов в районе залива Кука (Редаут, Сперр, Августин, Илиамна), поскольку эти вулканы находятся ближе всего к Анкориджу, крупнейшему в Аляске населённому пункту.
В 1988 году была создана Обсерватория вулканов Аляски (англ. Alaska Volcano Observatory, AVO). Основными целями Обсерватории стали отслеживание вулканической активности и научные исследования для её прогнозирования, оценка вулканической опасности, предоставление информации и предупреждение о возможных извержениях. Около 30 вулканов, в том числе 18 исторически активных, на Аляске и Алеутских островах имеют постоянные специализированные наземные системы отслеживания, контролирующиеся Обсерваторией. За другими вулканами Аляски ведётся наблюдением путём анализа спутниковых снимков.

## Список вулканов
Деление на субрегионы произведено согласно данным Global Volcanism Program Смитсоновского института.

### Восток Аляски
| №  | Изображение | Название                                                    | Координаты                       | Высота, м | Форма                   | Последнее извержение            | VEI        |
| -- | ----------- | ----------------------------------------------------------- | -------------------------------- | --------- | ----------------------- | ------------------------------- | ---------- |
| 1  |             | Базальт-Кноб (Basalt Knob)                                  | 58°01′48″ с. ш. 136°19′48″ з. д. | 100       | Конус                   | Плейстоцен                      | Неизвестно |
| 2  |             | Бем-Канал-Радьерд-Бей (Behm Canal-Rudyerd Bay)              | 55°19′12″ с. ш. 131°03′00″ з. д. | 500       | Пирокластические конусы | Неизвестно, возможно в голоцене | Неизвестно |
| 3  |             | Баззард–Крик (Buzzard Creek)                                | 64°03′43″ с. ш. 148°25′58″ з. д. | 830       | Туфовые кольца          | 1050 лет до н. э.               | 2          |
| 4  |             | Кэпитал (Capital)                                           | 62°25′48″ с. ш. 144°07′12″ з. д. | 2356      | Щитовой вулкан          | Плейстоцен                      | Неизвестно |
| 5  |             | Черчилль (Churchill)                                        | 61°22′48″ с. ш. 141°45′00″ з. д. | 5005      | Стратовулкан            | 847 год                         | 6          |
| 6  |             | Драм (Drum)                                                 | 62°07′12″ с. ш. 144°37′48″ з. д. | 3661      | Стратовулкан            | Плейстоцен                      | 4          |
| 7  |             | Дункан-Канал (Duncan Canal)                                 | 56°30′00″ с. ш. 133°06′00″ з. д. | 15        | Вулканическое поле      | Неизвестно, возможно в голоцене | Неизвестно |
| 8  |             | Эджком (Edgecumbe)                                          | 57°03′00″ с. ш. 135°45′00″ з. д. | 970       | Стратовулканы           | 2220 лет до н. э.               | 5          |
| 9  |             | Гордон (Gordon)                                             | 62°07′48″ с. ш. 143°04′48″ з. д. | 2755      | Пирокластические конусы | Плейстоцен                      | Неизвестно |
| 10 |             | Джарвис (Jarvis)                                            | 62°01′48″ с. ш. 143°37′12″ з. д. | 4091      | Неизвестно              | Плейстоцен                      | Неизвестно |
| 11 |             | Джамбо-Дом (Jumbo Dome)                                     | 63°57′57″ с. ш. 148°41′06″ з. д. | 1369      | Вулканический купол     | Плейстоцен                      | Неизвестно |
| 12 |             | Приндл (Prindle)                                            | 63°43′12″ с. ш. 141°37′12″ з. д. | 1250      | Пирокластический конус  | Плейстоцен                      | Неизвестно |
| 13 |             | Санфорд (Sanford)                                           | 62°12′46″ с. ш. 144°07′48″ з. д. | 4959      | Щитовой вулкан          | Плейстоцен                      | Неизвестно |
| 14 |             | Скукум-Крик (Skookum Creek)                                 | 62°24′00″ с. ш. 143°08′49″ з. д. | 2172      | Вулканические купола    | Плейстоцен                      | Неизвестно |
| 15 |             | Танада (Tanada)                                             | 62°18′00″ с. ш. 143°31′12″ з. д. | 2816      | Щитовой вулкан          | Плейстоцен                      | Неизвестно |
| 16 |             | Тлевак-Стрейт — Суэмез-Айленд (Tlevak Strait-Suemez Island) | 55°15′00″ с. ш. 133°18′00″ з. д. | 50        | Вулканическое поле      | Неизвестно, возможно в голоцене | Неизвестно |
| 17 |             | Вулкан Врангеля (Wrangell)                                  | 62°00′21″ с. ш. 144°01′01″ з. д. | 4278      | Щитовой вулкан          | 1999 год                        | 4          |

### Юго-запад Аляски
| № | Изображение | Название                      | Координаты                       | Высота, м | Форма                | Последнее извержение | VEI        |
| - | ----------- | ----------------------------- | -------------------------------- | --------- | -------------------- | -------------------- | ---------- |
| 1 |             | Августин (Augustine)          | 59°21′46″ с. ш. 153°25′48″ з. д. | 1252      | Вулканические купола | 2006 год             | 4          |
| 2 |             | Дабл-Глейшер (Double Glacier) | 60°40′48″ с. ш. 152°37′12″ з. д. | 1239      | Вулканические купола | Плейстоцен           | Неизвестно |
| 3 |             | Хейз (Hayes)                  | 61°38′24″ с. ш. 152°24′39″ з. д. | 3034      | Стратовулкан         | 1200 год             | 5          |
| 4 |             | Илиамна (Iliamna)             | 60°01′55″ с. ш. 153°05′24″ з. д. | 3053      | Стратовулкан         | 1876 год             | 4          |
| 5 |             | Редаут (Redoubt)              | 60°29′06″ с. ш. 152°44′31″ з. д. | 3108      | Стратовулкан         | 2009 год             | 3          |
| 6 |             | Сперр (Spurr)                 | 61°17′56″ с. ш. 152°15′03″ з. д. | 3374      | Стратовулкан         | 1992 год             | 4          |

### Запад Аляски
| №  | Изображение | Название                               | Координаты                       | Высота, м | Форма                   | Последнее извержение            | VEI        |
| -- | ----------- | -------------------------------------- | -------------------------------- | --------- | ----------------------- | ------------------------------- | ---------- |
| 1  |             | Эспенберг (Espenberg)                  | 66°21′00″ с. ш. 164°19′48″ з. д. | 243       | Вулканическое поле      | Плейстоцен                      | Неизвестно |
| 2  |             | Аймерук (Imuruk Lake)                  | 65°31′01″ с. ш. 163°27′00″ з. д. | 610       | Щитовые вулканы         | 300 год                         | Неизвестно |
| 3  |             | Ингакслагват-Хилс (Ingakslugwat Hills) | 61°25′48″ с. ш. 164°28′12″ з. д. | 190       | Пирокластические конусы | Неизвестно, возможно в голоцене | Неизвестно |
| 4  |             | Ингричуак-Хилс (Ingrichuak Hills)      | 62°13′12″ с. ш. 164°18′00″ з. д. | 188       | Пирокластические конусы | Плейстоцен                      | Неизвестно |
| 5  |             | Кукулигит (Kookooligit Mountains)      | 63°36′00″ с. ш. 170°25′48″ з. д. | 673       | Щитовой вулкан          | Плейстоцен                      | Неизвестно |
| 6  |             | Нунивак (Nunivak Island)               | 60°01′12″ с. ш. 166°19′48″ з. д. | 511       | Щитовой вулкан          | Плейстоцен                      | Неизвестно |
| 7  |             | Оттер (Otter Island)                   | 57°03′00″ с. ш. 170°24′00″ з. д. | 87        | Неизвестно              | Плейстоцен                      | Неизвестно |
| 8  |             | Селавик-Хилс (Selawik Hills)           | 66°01′58″ с. ш. 160°04′01″ з. д. | 365       | Пирокластические конусы | Плейстоцен                      | Неизвестно |
| 9  |             | Сент-Джордж (St. George)               | 56°34′48″ с. ш. 169°34′48″ з. д. | 288       | Вулканическое поле      | Плейстоцен                      | Неизвестно |
| 10 |             | Сент-Майкл (St. Michael)               | 63°27′00″ с. ш. 162°07′12″ з. д. | 715       | Щитовые вулканы         | Неизвестно, возможно в голоцене | Неизвестно |
| 11 |             | Остров Святого Павла (St. Paul Island) | 57°10′48″ с. ш. 170°18′00″ з. д. | 203       | Щитовой вулкан          | 1280 лет до н. э.               | Неизвестно |
| 12 |             | Тогиак-Велли (Togiak Valley)           | 59°12′00″ с. ш. 160°04′48″ з. д. | 300       | Вулканическое поле      | Плейстоцен                      | Неизвестно |
| 13 |             | Моржовый остров (Walrus Island)        | 57°10′48″ с. ш. 169°55′48″ з. д. | 0         | Неизвестно              | Плейстоцен                      | Неизвестно |

### Полуостров Аляска
| 1 2 3 4 5 9 10 12 13 17 19 23 24 28 29 30 31 32 34 35 36 37 38 | 1 2 3 4 6 7 8 11 13 14 15 16 17 18 19 20 21 22 25 26 27 31 33 34 35 36 37 38 |

| №  | Изображение | Название                            | Координаты                       | Высота, м | Форма                  | Последнее извержение            | VEI        |
| -- | ----------- | ----------------------------------- | -------------------------------- | --------- | ---------------------- | ------------------------------- | ---------- |
| 1  |             | Аниакчак (Aniakchak)                | 56°52′48″ с. ш. 158°10′12″ з. д. | 1341      | Кальдера               | 1931 год                        | 6          |
| 2  |             | Блэк-Пик (Black Peak)               | 56°33′07″ с. ш. 158°47′06″ з. д. | 1032      | Стратовулкан           | 1900 лет до н. э.               | 6          |
| 3  |             | Блу-Маунтин (Blue Mountain)         | 57°43′12″ с. ш. 157°49′48″ з. д. | 541       | Вулканические купола   | Плейстоцен                      | Неизвестно |
| 4  |             | Чигинагак (Chiginagak)              | 57°08′06″ с. ш. 156°59′24″ з. д. | 2221      | Стратовулкан           | 1998 год                        | 2          |
| 5  |             | Дана (Dana)                         | 55°38′27″ с. ш. 161°12′50″ з. д. | 1354      | Стратовулкан           | 1890 лет до н. э.               | 5          |
| 6  |             | Денисон (Denison)                   | 58°25′04″ с. ш. 154°26′56″ з. д. | 2287      | Стратовулкан           | Неизвестно, возможно в голоцене | Неизвестно |
| 7  |             | Девилс-Деск (Devils Desk)           | 58°28′26″ с. ш. 154°18′21″ з. д. | 1955      | Стратовулкан           | Плейстоцен                      | Неизвестно |
| 8  |             | Дуглас (Douglas)                    | 58°51′18″ с. ш. 153°32′31″ з. д. | 2140      | Стратовулкан           | Неизвестно, возможно в голоцене | Неизвестно |
| 9  |             | Даттон (Dutton)                     | 55°10′58″ с. ш. 162°16′33″ з. д. | 1465      | Стратовулкан           | Неизвестно, возможно в голоцене | Неизвестно |
| 10 |             | Эммонс (Emmons)                     | 55°20′27″ с. ш. 162°04′22″ з. д. | 1436      | Кальдера               | Неизвестно, возможно в голоцене | 7          |
| 11 |             | Форпикд (Fourpeaked)                | 58°46′12″ с. ш. 153°40′19″ з. д. | 2105      | Стратовулкан           | 2006 год                        | 2          |
| 12 |             | Фрости (Frosty)                     | 55°04′01″ с. ш. 162°50′06″ з. д. | 1728      | Стратовулканы          | Неизвестно, возможно в голоцене | Неизвестно |
| 13 |             | Гертруда-Крик (Gertrude Creek)      | 58°02′02″ с. ш. 156°08′45″ з. д. | 437       | Пирокластический конус | Плейстоцен                      | Неизвестно |
| 14 |             | Григгс (Griggs)                     | 58°21′14″ с. ш. 155°05′31″ з. д. | 2317      | Стратовулкан           | 1790 лет до н. э.               | Неизвестно |
| 15 |             | Кагуяк (Kaguyak)                    | 58°36′28″ с. ш. 154°01′40″ з. д. | 901       | Вулканические купола   | 3850 лет до н. э.               | 5          |
| 16 |             | Катмай (Katmai)                     | 58°16′48″ с. ш. 154°57′46″ з. д. | 2047      | Стратовулкан           | 1912 год                        | 6          |
| 17 |             | Кьялагвик (Kialagvik)               | 57°12′10″ с. ш. 156°44′42″ з. д. | 1677      | Стратовулкан           | Неизвестно, возможно в голоцене | Неизвестно |
| 18 |             | Кукак (Kukak)                       | 58°27′10″ с. ш. 154°21′18″ з. д. | 2043      | Стратовулкан           | Неизвестно, возможно в голоцене | Неизвестно |
| 19 |             | Вулкан Купреянова (Kupreanof)       | 56°00′39″ с. ш. 159°47′49″ з. д. | 1895      | Стратовулкан           | 1987 год                        | 1          |
| 20 |             | Магейк (Mageik)                     | 58°11′42″ с. ш. 155°15′10″ з. д. | 2165      | Стратовулкан           | 500 лет до н. э.                | Неизвестно |
| 21 |             | Мартин (Martin)                     | 58°10′19″ с. ш. 155°21′39″ з. д. | 1863      | Стратовулкан           | 1953 год                        | Неизвестно |
| 22 |             | Новарупта (Novarupta)               | 58°16′12″ с. ш. 155°09′25″ з. д. | 841       | Кальдера               | 1912 год                        | 6          |
| 23 |             | Вулкан Павлова (Pavlof)             | 55°25′01″ с. ш. 161°53′38″ з. д. | 2493      | Стратовулкан           | 2016 год                        | 4          |
| 24 |             | Павлоф-Систер (Pavlof Sister)       | 55°27′25″ с. ш. 161°51′14″ з. д. | 2142      | Стратовулкан           | Неизвестно, возможно в голоцене | Неизвестно |
| 25 |             | Савоновски-Ривер (Savonovski River) | 58°33′00″ с. ш. 154°30′00″ з. д. | 1298      | Стратовулканы          | Плейстоцен                      | Неизвестно |
| 26 |             | Сноуи-Маунтин (Snowy Mountain)      | 58°20′09″ с. ш. 154°40′55″ з. д. | 2162      | Стратовулканы          | 1710 год                        | Неизвестно |
| 27 |             | Стеллер (Steller)                   | 58°25′48″ с. ш. 154°24′00″ з. д. | 2272      | Стратовулкан           | Неизвестно, возможно в голоцене | Неизвестно |
| 28 |             | Степовак-Бэй 1 (Stepovak Bay)       | 55°52′04″ с. ш. 160°05′45″ з. д. | 1320      | Стратовулкан           | Плейстоцен                      | Неизвестно |
| 29 |             | Степовак-Бэй 2 (Stepovak Bay)       | 55°54′46″ с. ш. 160°02′27″ з. д. | 1323      | Пирокластический конус | Неизвестно, возможно в голоцене | Неизвестно |
| 30 |             | Степовак-Бэй 3 (Stepovak Bay)       | 55°55′44″ с. ш. 160°00′07″ з. д. | 1555      | Пирокластический конус | Неизвестно, возможно в голоцене | Неизвестно |
| 31 |             | Степовак-Бэй 4 (Stepovak Bay)       | 55°57′14″ с. ш. 159°57′14″ з. д. | 1557      | Стратовулкан           | Неизвестно, возможно в голоцене | Неизвестно |
| 32 |             | Трейдер-Маунтин (Trader Mountain)   | 55°33′54″ с. ш. 161°56′38″ з. д. | 775       | Стратовулкан           | Плейстоцен                      | Неизвестно |
| 33 |             | Трайдент (Trident)                  | 58°14′09″ с. ш. 155°06′00″ з. д. | 1864      | Стратовулкан           | 1974 год                        | 3          |
| 34 |             | Угашик-Пеулик (Ugashik-Peulik)      | 57°45′03″ с. ш. 156°22′04″ з. д. | 1474      | Стратовулкан           | 1814 год                        | 6          |
| 35 |             | Укинрек (Ukinrek)                   | 57°49′55″ с. ш. 156°30′36″ з. д. | 91        | Маары                  | 1977 год                        | 3          |
| 36 |             | Безымянный (Unnamed)                | 57°52′12″ с. ш. 155°24′39″ з. д. | 402       | Вулканический купол    | Неизвестно, возможно в голоцене | Неизвестно |
| 37 |             | Вулкан Вениаминова (Veniaminof)     | 56°10′12″ с. ш. 159°22′48″ з. д. | 2507      | Стратовулкан           | 2013 год                        | 6          |
| 38 |             | Янтарный (Yantarni)                 | 57°01′08″ с. ш. 157°11′06″ з. д. | 1345      | Стратовулкан           | 800 лет до н. э.                | 5          |

### Алеутские острова
Алеутская дуга — малонаселённая островная дуга, простирающаюся от полуострова Аляска на востоке до самого восточного активного вулкана Алеутских островов — острова Булдырь. Ранняя вулканическая активность Алеутской дуги начала проявляться около 46 млн лет назад. Дуга достигает длины 2500 км и представляет собой цепь активных вулканических центров, ответственных практически за весь исторический вулканизм Аляски. Алеутские вулканы охватывают весь диапазон типов извержений и составов извергаемой магмы.
Ещё один вулкан в районе Берингова моря к западу от Алеутских островов — подводный вулкан Пийпа — относится к акватории соседнего Камчатско-Командорского региона и поэтому не внесён в список.
| №  | Изображение | Название                      | Координаты                       | Высота, м | Форма                  | Последнее извержение            | VEI        |
| -- | ----------- | ----------------------------- | -------------------------------- | --------- | ---------------------- | ------------------------------- | ---------- |
| 1  |             | Адагдак (Adagdak)             | 51°59′16″ с. ш. 176°35′31″ з. д. | 610       | Стратовулкан           | Плейстоцен                      | Неизвестно |
| 2  |             | Акутан (Akutan)               | 54°08′02″ с. ш. 165°59′09″ з. д. | 1303      | Стратовулкан           | 1992 год                        | 6          |
| 3  |             | Амак (Amak)                   | 55°25′26″ с. ш. 163°08′56″ з. д. | 488       | Стратовулкан           | 1796 год                        | Неизвестно |
| 4  |             | Амукта (Amukta)               | 52°30′00″ с. ш. 171°15′07″ з. д. | 1066      | Стратовулкан           | 1997 год                        | 3          |
| 5  |             | Атка (Atka)                   | 52°19′51″ с. ш. 174°08′20″ з. д. | 1448      | Стратовулканы          | 1812 год                        | 4          |
| 6  |             | Бобров (Bobrof)               | 51°54′36″ с. ш. 177°26′16″ з. д. | 738       | Стратовулкан           | Неизвестно, возможно в голоцене | Неизвестно |
| 7  |             | Богословский (Bogoslof)       | 53°55′48″ с. ш. 168°01′48″ з. д. | 150       | Подводный вулкан       | 2017 год                        | 3          |
| 8  |             | Булдир (Buldir)               | 52°21′00″ с. ш. 175°54′39″ в. д. | 656       | Стратовулкан           | Неизвестно, возможно в голоцене | Неизвестно |
| 9  |             | Карлайл (Carlisle)            | 52°53′38″ с. ш. 170°03′14″ з. д. | 1620      | Стратовулкан           | 1828 год                        | Неизвестно |
| 10 |             | Чагулак (Chagulak)            | 52°34′37″ с. ш. 171°07′48″ з. д. | 1142      | Стратовулкан           | Неизвестно, возможно в голоцене | Неизвестно |
| 11 |             | Кливленд (Cleveland)          | 52°49′30″ с. ш. 169°56′38″ з. д. | 1730      | Стратовулкан           | 2017 год                        | 3          |
| 12 |             | Давыдов (Davidof)             | 51°58′12″ с. ш. 178°19′48″ в. д. | 328       | Стратовулкан           | Неизвестно, возможно в голоцене | Неизвестно |
| 13 |             | Фишер (Fisher)                | 54°39′00″ с. ш. 164°25′48″ з. д. | 1112      | Стратовулкан           | 1830 год                        | 6          |
| 14 |             | Горелый (Gareloi)             | 51°47′23″ с. ш. 178°47′38″ з. д. | 1573      | Стратовулкан           | 1989 год                        | 3          |
| 15 |             | Гилберт (Gilbert)             | 54°15′00″ с. ш. 165°39′00″ з. д. | 818       | Стратовулкан           | Плейстоцен                      | Неизвестно |
| 16 |             | Большой Ситкин (Great Sitkin) | 52°04′33″ с. ш. 176°07′48″ з. д. | 1740      | Стратовулкан           | 1974 год                        | 2          |
| 17 |             | Герберт (Herbert)             | 52°44′31″ с. ш. 170°06′39″ з. д. | 1280      | Стратовулкан           | Неизвестно, возможно в голоцене | Неизвестно |
| 18 |             | Исаноцкий (Isanotski)         | 54°45′54″ с. ш. 163°43′22″ з. д. | 2446      | Стратовулкан           | Неизвестно, возможно в голоцене | Неизвестно |
| 19 |             | Кагамил (Kagamil)             | 52°58′26″ с. ш. 169°43′12″ з. д. | 893       | Стратовулкан           | 1929 год                        | Неизвестно |
| 20 |             | Канага (Kanaga)               | 51°55′22″ с. ш. 177°10′04″ з. д. | 1307      | Стратовулкан           | 2012 год                        | 4          |
| 21 |             | Касаточий (Kasatochi)         | 52°10′37″ с. ш. 175°30′28″ з. д. | 314       | Стратовулкан           | 2008 год                        | 4          |
| 22 |             | Кыска (Kiska)                 | 52°06′10″ с. ш. 177°36′07″ в. д. | 1220      | Стратовулкан           | 1990 год                        | 3          |
| 23 |             | Конюжий (Koniuji)             | 52°13′12″ с. ш. 175°07′48″ з. д. | 273       | Стратовулкан           | 1150 лет до н. э.               | Неизвестно |
| 24 |             | Коровинский (Korovin)         | 52°22′51″ с. ш. 174°09′57″ з. д. | 1518      | Стратовулканы          | 2007 год                        | 3          |
| 25 |             | Малый Ситкин (Little Sitkin)  | 51°57′00″ с. ш. 178°32′34″ в. д. | 1174      | Стратовулкан           | 1830 год                        | 1          |
| 26 |             | Вулкан Макушина (Makushin)    | 53°53′27″ с. ш. 166°55′22″ з. д. | 1800      | Стратовулкан           | 1995 год                        | 5          |
| 27 |             | Моффетт (Moffett)             | 51°56′38″ с. ш. 176°44′49″ з. д. | 1196      | Стратовулкан           | 1600 лет до н. э.               | Неизвестно |
| 28 |             | Окмок (Okmok)                 | 53°25′48″ с. ш. 168°07′48″ з. д. | 1073      | Щитовой вулкан         | 2008 год                        | 6          |
| 29 |             | Речешный (Recheschnoi)        | 53°09′25″ с. ш. 168°32′20″ з. д. | 1984      | Стратовулкан           | Неизвестно, возможно в голоцене | Неизвестно |
| 30 |             | Раундтоп (Roundtop)           | 54°48′00″ с. ш. 163°35′20″ з. д. | 1871      | Стратовулкан           | 7600 лет до н. э.               | 5          |
| 31 |             | Сигуам (Seguam)               | 52°18′54″ с. ш. 172°30′36″ з. д. | 1054      | Стратовулканы          | 1993 год                        | 5          |
| 32 |             | Сегула (Segula)               | 52°00′54″ с. ш. 178°08′09″ в. д. | 1160      | Стратовулкан           | Неизвестно, возможно в голоцене | Неизвестно |
| 33 |             | Семисопочный (Semisopochnoi)  | 51°55′48″ с. ш. 179°34′48″ в. д. | 1221      | Стратовулкан           | 1987 год                        | 7          |
| 34 |             | Сергиев (Sergief)             | 52°03′00″ с. ш. 174°57′00″ з. д. | 560       | Стратовулкан           | Плейстоцен                      | Неизвестно |
| 35 |             | Вулкан Шишалдина (Shishaldin) | 54°45′21″ с. ш. 163°58′12″ з. д. | 2857      | Стратовулкан           | 2015 год                        | 3          |
| 36 |             | Тейбл-Топ (Table Top)         | 53°58′01″ с. ш. 166°40′44″ з. д. | 792       | Пирокластический конус | Плейстоцен                      | Неизвестно |
| 37 |             | Такавангха (Takawangha)       | 51°52′22″ с. ш. 178°00′21″ з. д. | 1449      | Стратовулкан           | 1550 год                        | Неизвестно |
| 38 |             | Тана (Tana)                   | 52°49′48″ с. ш. 169°46′12″ з. д. | 1170      | Стратовулканы          | Неизвестно, возможно в голоцене | Неизвестно |
| 39 |             | Танага (Tanaga)               | 51°53′06″ с. ш. 178°08′45″ з. д. | 1806      | Стратовулканы          | 1914 год                        | 0          |
| 40 |             | Уляга (Uliaga)                | 53°03′54″ с. ш. 169°46′12″ з. д. | 888       | Стратовулкан           | Неизвестно, возможно в голоцене | Неизвестно |
| 41 |             | Вулкан Всевидова (Vsevidof)   | 53°07′48″ с. ш. 168°41′34″ з. д. | 2149      | Стратовулкан           | 1878 год                        | 3          |
| 42 |             | Вестдаль (Westdahl)           | 54°31′04″ с. ш. 164°39′00″ з. д. | 1654      | Стратовулкан           | 1992 год                        | 4          |
| 43 |             | Уайд-Бей (Wide Bay)           | 53°57′39″ с. ш. 166°36′54″ з. д. | 640       | Пирокластический конус | Плейстоцен                      | Неизвестно |
| 44 |             | Юнаска (Yunaska)              | 52°38′34″ с. ш. 170°37′44″ з. д. | 550       | Щитовой вулкан         | 1937 год                        | 3          |

## Комментарии
1. 1 2 3 4 5  Русское и английское. Списки отсортированы согласно оригинальным названиям в источнике.
2. 1 2 3 4 5  Здесь приведена сила наиболее мощного известного извержения конкретного вулкана по шкале VEI, где 0 — невзрывное извержение с объёмом выброшенного материала менее 104 м³, а 8 — колоссальное извержение, с объёмом выбросов более 1000 км³.